# 4061 Мартеллі
4061 Мартеллі (4061 Martelli) — астероїд головного поясу, відкритий 19 березня 1988 року.
Тіссеранів параметр щодо Юпітера — 3,204.